# Васко да Гама
Васко да Гама (порт. Vasco da Gama; : ; 1469. — 24. децембар 1524) је био португалски истраживач и морепловац. Он је прва особа која је морским путем стигла из Европе до Индије (Малабарска обала) и доказао да се Африка може опловити. Његово иницијално путовање до Индије (1497–1499) било је прва веза Европе и Азије океанским путем, преко везе Атлантског и Индијског океана и стога, Запада и Оријента.
Да Гамино откриће морског пута до Индије је било значајно и отворило је пут за доба глобалног империјализма и за Португалце да успоставе дуговечно колонијално царство у Азији. Путовање океанским путем омогућило је Португалцима да избегну пловидбу кроз високо оспоравани Медитеран и прелазак небезбедног Арабијског полуострва. Сума удаљености обухваћених одлазним и повратним путовањима учинила је ову експедицију најдужом океанском пловидбом до тада, далеко дужом него што би било пуно путовање око свијета путем Екватора.
Од раног 15. века, поморска школа Хенрија Морепловца је ширила знање Португалаца о обали Африке. Од 1460. опловљавање Африке и долазак до Индије и њеног богатства (бибер и други зачини) постао је њихов циљ. Да Гама је био врхунац тридесетогодишњих планова. Бартоломео Диас се вратио опловивши Рт добре наде и откривши оно што је данас познато као Јужна Африка, док је Перо да Ковиља копненим путем, преко Блиског истока, истражио обале источне Африке и Индије. Преостало је само да се та два сегмента споје у једно путовање.
После неколико деценија морнара који су покушавали да дођу до Индије, са хиљадама живота и десетинама бродова изгубљених у бродоломима и нападима, да Гама се искрцао у Каликуту дана 20. маја 1498. Неометани приступ индијским зачинским рутама подстакао је економију Португалског царства, која је раније била базирана на путовањима дуж северне и приморске западне Африке. Главни зачини који су у прво време пристизали из југоисточне Азије били су бибер и цимет, али је ускоро опсег проширен на низ других продуката, од којих су сви били нови за Европу. Португалија је задржала комерцијални монопол над овом робом деценијама. Тек су век касније остале европске силе, наиме, Холандска република и Енглеска, којима су следили Француска и Данска, могли су да парирају португалском монополу и поморској надмоћи на Кејпској рути.
Да Гама је предводио две португалске индијске армаде, прву и четврту. Четврта је била највећа и отпутовала је за Индију четири године након повратка од прве. За своје доприносе, да Гама је 1524. године именован гувернером Индије, са титулом вицекраљ, и био је оплемењен као гроф Видигуеира 1519. године. Васко да Гама је остао водећа фигура у историји експлорације. Бројни видови одавања поште су се временом одвили широм света како би се прославила његова истраживања и достигнућа. Португалску националну епску песму, Лузијаду, је написао у његову част Камоис (преминуо 1580. године). Његово прво путовање у Индију широко се сматра прекретницом у светској историји, пошто је обележило почетак на мору засноване фазе глобалног мултикултурализма.

## Детињство и младост
Гама је рођен и одрастао у Португалу. Гамин отац је био племић Естевао да Гама. Бартоломеу Диас је истражио у то време југ Африке и доспео до Рта добре наде, док је Педро де Корвиља зашао дубље у копнени део Африке. Сада се спремала морска експедиција која ће поморским путем око Африке стићи у Индију из Португалије. Португалски краљ Мануел I Велики одредио је као вођу пута Естеваа да Гаму. Естевао је, међутим, умро, па је водство и одговорност преузео његов син Васко га Гама. Прво је водство експедиције, наводно, понуђено Васкином старијем брату Паулу, али је овај одбио јер је био болестан (Пауло је умро 1499).

## Истраживање пре да Гаме
Од почетка 15. века, португалске експедиције у организацији принца Хенрика Морепловца су досезале афричку обалу, првенствено у потрази за западноафричком богатством (нарочито златом). Тиме је у великој мери проширено поморско знање у Португалији, али су они имали мало користи од тих напора. Након Хенрикове смрти 1460. године, португалска круна није показала велико интересовање за наставак ових напора, и 1469. године продала је запостављени афрички подухват приватном конзорцијуму из Лисабона, на чијем челу је био Фернао Гомез. У току неколико година, Гомезови капетани су проширили португалско познање Гвинејског залива, тргујући златном прашином, Мелегета паприком, слоновачом и подсахарским робљем. Када је дошло време за обнову Гомезове повеље 1474. године, принц Жоао (будући Жоао II) затражио је од свог оца Афонса V Португалског да препусти Афричку повељу њему.
Након шти је постао краљ 1481. гоне, Жоао II Португалски је спровео мноштво дугосежних реформи. Да би прекинуо зависност монарха од феудалног племства, Жоау II је било неопходно да изградити краљевску ризницу; сматрао је да је краљевска трговина кључна за то. Под надзором краља, трговина златом и робом у западној Африци је знатно проширени. Био је жељан да уђе у високо профитабилну трговину зачинима између Европе и Азије, која се спроводила углавном копненим путем. У то време над тим трговинским сегментом је виртуално држала монопол Млетачка република, која је оперисала копнене руте преко Леванта и Египатских лука, кроз Црвено море широм тржишта зачина Индије. Жоао II је поставио нови задатак својим капетанима: да нађу морски пут до Азије пловећи око Афричког континента.
До времена када је Васко да Гама био у својим двадесетим годинама, планови краља су почели да се остварују. Године 1487, Жоао II је послао два шпијуна, Перу да Ковиљу и Афонса де Пајва, копненим путем преко Египта до Источне Африке и Индије, да осмотре детаље тржишта зачина и трговинских путева. Знатан прогрес је убрзо остварен, када се капетан Бартоломео Дијас вратио са окруживања Рта добре наде 1488. године, након што је истражио ту Афричку област све до Велике рибље реке (Rio do Infante) у данашњој Јужној Африци и потврдио да се непозната обала протеже на североисток.
Потребан је био истраживач који би могао да докаже везу између Дијасовог налаза и оних које су произвели да Ковиља и де Пајва, и повеже ове одвојене сегменте у потенцијално уносан трговачки пут преко Индијског океана.

## Прво путовање
На путовање је кренуо 8. јула 1497. из Лисабона, са 4 брода и 170 људи. Он је командовао бродом Сао Габријел, а остали бродови су били Сао Рафаел (командовао Пауло да Гама), Берио (командовао Николау Коељо) и брод са залихама. Пловили су уз обалу Африке до данашњег Сијера Леонеа, а онда скратили пут преко Атлантика све до обала Јужне Африке, где су стигли 4. новембра 1497. Источну обалу данашње Јужне Африке је назвао Натал (Божић), пошто је туда прошао у време Божића. Убрзо долази до града Мозамбик, који је био под контролом муслиманских трговаца, као и читава источна обала Африке. Представили су се као муслимани, али су откривени и морали су да побегну из града даље на север. Стигли су до Момбасе у данашњој Кенији, која им такође није била гостољубива, па плове даље до града Малинди. Ту су добро примљени, пошто је Малинди био супарник Момбаси. Добили су арапског поморског водича, помоћу кога коначно стижу у Индију, односно Каликут на њеној југозападној обали 20. маја 1498. Владар Каликута Заморин је избегавао да склопи уговор о трговини с Португалцима због негодовања локалних арапских трговаца. Експедиција, од које су остала два брода и 55 људи, вратила се у Лисабон током јула и августа 1499. године. Пут до Индије је прославио Васка да Гаму и унапређен је у адмирала.
Марта 2016, истраживачи су објавили да су хиљаде артефаката и посмртних остатака сакупљене са брода Есмералда, једног од бродова да Гамине армаде, пронађеног у близини обале Омана.

### Путовање до Кејпа
Експедиција је отпловила из Лисабона 8. јула 1497. године. Пратила је пут којим су ранији истраживачи ишли дуж обале Африке поред Тенерифа и Зеленортских острва. Након што су стигли до данашње обале Сијера Леоне, да Гама је кренуо ка југу преко отвореног океана, прелазећи Екватор и тражећи Јужно Атлантске западне ветрове које је Бартоломео Дијас открио 1487. године. Овај курс се показао успешним, и 4. новембра 1497. године експедиција се искрцала на афричкој обали. За нешто више од три месеца бродови су препловили више 10.000 km (6.000 mi) отвореног океана, што је далеко најдуже путовање без копна на видику до тог времена.
До 16. децембра флота је прошла Велику рибљу реку (Источни Кејп, Јужна Африка) – где се Дијас окренуо назад - и упловили су у воде које су раније биле непознате Европљанима. Због приближавања Божића, да Гама и његова посада назвали су обалу поред које су пролазили Натал, што је садржало конотацију „рођења Христа” на португалском језику.

### Мозамбик
Васко да Гама је провео 2. до 29. марта 1498 у близини острва Мозамбик. Територија који су контролисали Арапи на источноафричкој обали била је интегрални део трговачке мреже у Индијском океану. Бојећи се да ће локално становништво било би непријатељски настројено према хришћанима, да Гама је имперсонирао муслимана и задобио аудијенцију код султана Мозамбика. Са тричавом робом коју је могао да понуди, истраживач није био у стању да обезбеди одговарајући поклон владару. Ускоро је локално становништво постало сумњичаво у да Гаму и његове људе. Присиљен непријатељском гомилом да побегне из Мозамбика, да Гама је отпловио из луке, испаљујући своје топове на град у одмазди.

### Момбаса
У близини данашње Кеније, експедиција је прибегла пиратству, пљачкајући арапске трговачке бродове који су углавном били ненаоружани трговачки бродови без тешких топова. Португалци су постали први Европљани који су посетили луку Момбаса од 7. до 13. априла 1498. године, али су били суочени са непријатељским пријемом и убрзо су отпловили.

### Малинди
Васко да Гама је наставио да плови на север, стижући 14. априла 1498. године у пријатељски настројену луку Малинди, чије су вође имале конфликт с онима из Момбасе. Тада је експедиција по први пут приметила доказе о активности индијских трговаца. Да Гама и његова посада су изнајмили услуге водича који је користио своје познање монсуна да упућује експедицију до краја пута до Каликута, лоцираног на југозападној обали Индије. Извори се разликују у погледу идентитета водича, називајући га различито хришћанином, муслиманом и гујаратом. Једна традиционална прича описује водича као познатог арапског навигатора Ибн Маџида, али други извори из тог времена стављају Маџида другде, и указују да он у то време није могао бити у близини. Ни један од португалских историчара не помиње Маџида. Васко да Гама је отпловио из Малиндија за Индију 24. априла 1498.

### Кожикоде, Индија
Флота је стигла у Капад близо Кожикоде (Каликат), на Малабарску обалу (данашња држава Керала у Индији), дана 20. маја 1498. Краљ Каликута, Самудири (Заморин), који је у то време боравио у својој другој престоници у Понани, вратио се у Каликут чувши о доспећу стране флоте. Навигатор је примљен са традиционалним гостопримством, укључујући и велику поворку од најмање 3.000 наоружаних Наира, али интервју са Заморином није успео да произведе било какве конкретне резултате. Када су локалне власти питале да Гамину флоту: „Шта вас је довело овде?”, они су одговорили да су дошли „у потрази за хришћанима и зачинама”. Поклони које је да Гама послао Заморину као поклоне од Дом Мануела - четири огртача од гримизан тканине, шест шешира, четири гране корала, дванаест almasares, кутију са седам месинганих посуда, сандук шећера, две бачве уља и буре меда - били су тривијални, и нису успели да импресионирају владара. Док су се Заморини званичници питали зашто није било злата или сребра, муслимански трговци који су сматрали да Гаму својим ривалом сугерисали су да је он био само обичан пират, а не краљевски амбасадор. Молба Васка да Гаме за дозволу да остави представника иза себе задуженог за робу коју није могао продати је одбијен од стране краља, који је инсистирао да да Гама плати царину - по могућности у злату - као и сваки други трговац, што је додатно затегло односе између њих. Узнемирен због овога, да Гама отео неколико војника и шеснаест рибара (мукува) и одвео на брод са собом. Упркос тога, експедиција да Гама била је успешна изван разумних очекивања, доносећи карго који је вредео 60 пута више од трошка експедиције.

## Остала путовања
Другу експедицију у Индију је водио Педро Алварес Кабрал и сазнао да су побијени Португалци које је оставио Васко да Гама у Каликуту. Васко да Гама 1502. године, предводи велику флоту од 20 бродова чији је циљ био да успостави трајну португалску доминацију у том региону. Том приликом је заробио један арапски брод и извршио покољ неколико стотина муслимана. Овог пута је Заморин, владар Каликута потписао трговински споразум с њим.
Као награду за своје успехе, постављен је за вицекраља Индије. То је било његово треће путовање у Индију, али и последње, пошто је умро убрзо после доласка, у граду Кочин 1524. године.